# Adwen
Adwen (бывш. Areva Wind) — предприятие офшорной ветроэнергетики, по состоянию на конец 2017 года установившее морские ветрогенераторы суммарной мощностью более 1GW и проектирующее её увеличение до порядка 2,5GW. Владельцем компании является Siemens Gamesa Renewable Energy. 
Adwen — разработчик одного из самых мощных ветрогенераторов в мире AD 8-180, имеющим номинальную мощность в 8 MW. Однако этот рекорд был перекрыт в 2017 году датским конкурентом Vestas, который установил у берегов Великобритании ветрогенератор мощностью в 9,5MW. 

## История компании
В 2007, французская компания ядерной энергетики Areva приобрела 51% немецкой компании Multibrid, специализировавшейся на создании и производстве офшорных ветрогенераторов большой мощности. Полный контроль Areva над Adwen был установлен 2010 с покупкой оставшихся 49% немецкой компании. Multibrid был переименован в Areva Wind и стал филиалом французской группы.
Кроме этого, в 2009 году Areva S.A. приобрела компанию по производству лопастей ротора PN Rotor, которая также стала её филиалом под названием Areva Blades.
Начиная с начала 2014, Areva вела переговоры с Gamesa с целью возможного создания совместного предприятия (50/50) оффшорной ветроэнергетики.
Однако последующая реструктуризация Areva изменила эти планы. В сентябре 2016 произошло слияние Gamesa с ветроэнергетическим подразделением Siemens, и покупка у оставшейся 50% доли Areva в Adwen за €60 млн.

## Технология
Ветрогенератор M5000 Areva Wind стал одним из первых в мире, который был специально создан для использование в открытом море. Он был сконструирован компанией Aerodyn Energiesysteme GmbH. Первый прототип турбины M5000 был сконструирован в Бремерхафене и установлен в конце 2004 года. В декабре 2011 года Areva Wind обнародовала планы по созданию на платформе M5000 генератора M5000-135 с ротором размером 135 метров. Его лопасти имеют длину 66 метров, на 10 метров больше, чем в модели M5000-116. Ометаемая площадь вращения ротора увеличилась на 35% и достигла 14 326 м². Новая конструкция гондолы была специально приспособлена для морских условий, что позволило упростить её обслуживание.
В 2013 году Areva Wind представила новый ветрогенератор мощностью 8 MW, с размером ротора в 180 метров. На тот момент это был самый большой ротор на рынке. На мачте генератора высотой 90 метров был установлен трёхлопастной ротор с длиной лопастей 88 метров. Общий вес конструкции составляет 520 тонн.

## Проекты
Генераторы M5000 мощностью 5MW работают на суше с 2007 года, а с конца 2009 года у побережья Германии в районе бременского Бремерхафена был оборудован первый экспериментальный парк морских ветрогенераторов Alpha Ventus, суммарной мощностью 60MW.

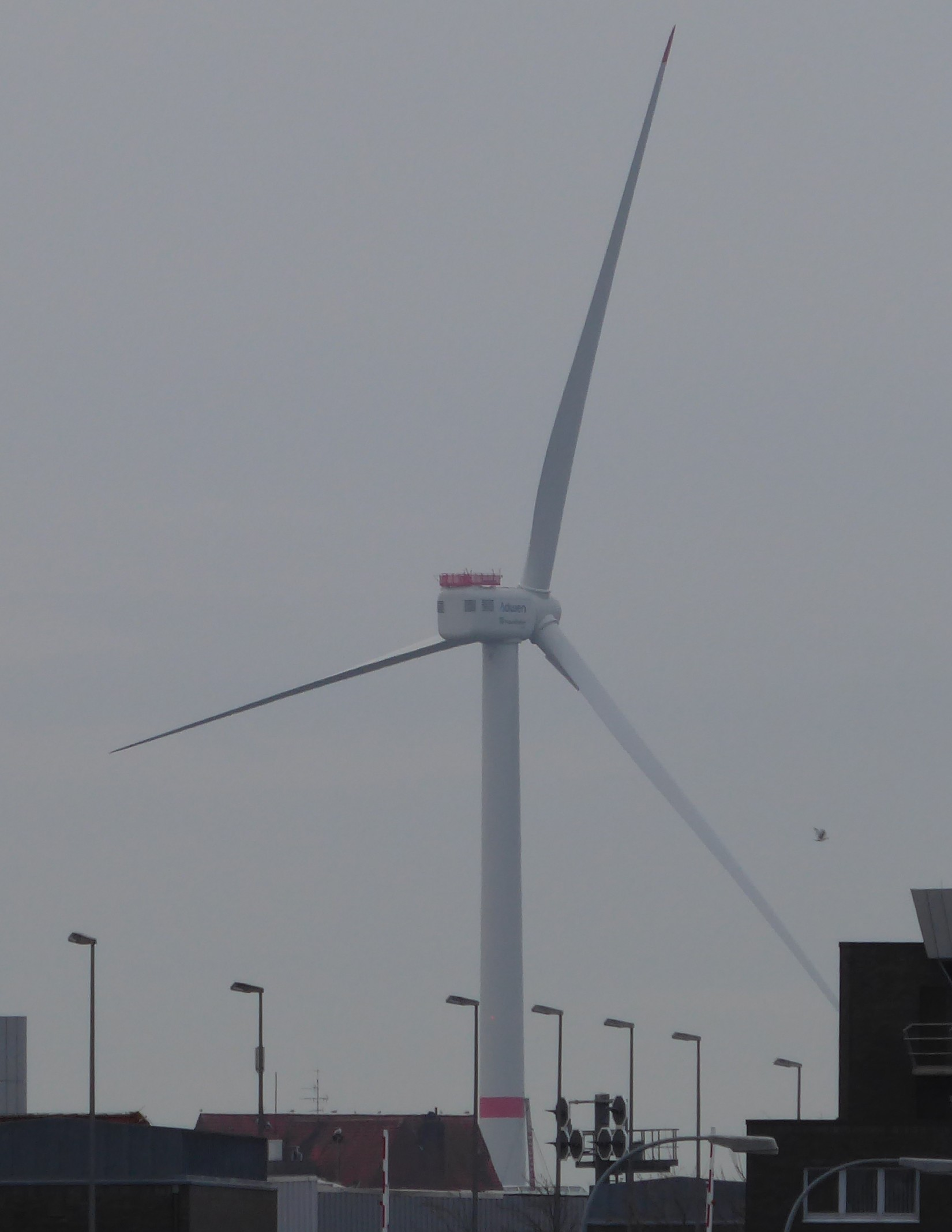
8MW-ветрогенератор Adwen AD 8-180 в Бременхафене

Ветропарк Global Tech I  мощностью 400MW расположен в 140 километрах на северо-запад от побережья восточной Фризии в Исключительной экономической зоне Германии вдали от судоходных путей. Контракт на поставку 80 5MW турбин AD 5-116 был подписан с Wetfeet Offshore Windenergy GmbH  в сентябре 2009 года.  Установка первых 40 турбин была завершена в апреле 2014 года. Полностью все турбины были установлены и запущены 27 июля 2015 года.
В третьем квартале 2015 года по соседству от Alpha Ventus в 45 километрах на север от германского острова Боркум была введена первая очередь парка Trianel Windpark Borkum. Установка 40 турбин Adwen M5000 суммарной мощностью 200MW обошлась обошлась более чем в €1 млрд. В планах установка еще 40 аналогичных турбин и удвоение мощности парка.
В 2012, испанская компания Iberdrola подписала контракт с Areva Wind на поставку ветрогенераторов M5000 для парка Wikinger в 35 километрах от немецкого острова Рюген. Мощность парка  – 350MW. Стоимость проекта €1,4 млрд. Парк был подключен к национальной электросети в конце 2017 года.
В работе находится три аналогичных проекта оффшорной ветроэнергетики у берегов Франции. Каждый из них подразумевает установку установку 62 генераторов Adwen мощностью 8MW (модификация SG 8.0-167 DD) суммарной мощностью 496MW.
- В январе 2018 года было объявлено о подписании контракта между компанией Ailes Marines и Siemens Gamesa Renewable Energy на установку ветропарка у побережья Франции (коммуна Сен-Бриё)[6].
- В конце 2017 года французское агентство по биоразнообразию дало принципиальное согласие на строительство офшорного парка ветрогенераторов Дьеп-Лё Трепор. Установка ветрогенераторов оспаривалась рыбаками[7].
- Значительно большее сопротивление встретило строительство аналогичного по мощности ветропарка Йе-Нуармутье. Его планируется установить в 11,7 километрах от острова Йе и 16,5 километрах от Нуармутье. Ввод в строй намечен после 2021 года. Общественные слушания по ветропарка проходили с 4 апреля по 23 мая 2018 года. Природоохранные ассоциации оказались не удовлетворены их результатом и подали в суд города Нант, который заявил, что он недостаточно компетентен для вынесения решения. Дело было передано в Госсовет Франции, который отклонил жалобу[8].